# KBS1
KBS1 è un canale televisivo sudcoreano di proprietà della Korean Broadcasting System.

## Storia
KBS TV ha iniziato le trasmissioni il 31 dicembre 1961, come prima emittente televisiva su larga scala della Corea del Sud. Le trasmissioni regolari sono iniziate il 15 gennaio dell'anno successivo.
Una volta KBS1 era noto per essere stato una delle prime emittenti televisive commerciali della Corea del Sud. Ma nel 1963, il governo sudcoreano, attraverso il suo parlamento, introdusse il sistema della tassa di licenza televisiva. Gli annunci su KBS1 furono aboliti nel 1994.
Il monopolio fu rotto nel 1965 quando TBC iniziò a trasmettere. Nel 1980, in seguito all'acquisizione da parte della KBS di varie emittenti private, divenne noto come KBS1.
La KBS 1TV ha iniziato le trasmissioni 24 ore su 24 l'8 ottobre 2012, il primo canale in Corea del Sud a farlo, in linea con il passaggio al digitale e dopo aver revocato il divieto di trasmissione nelle prime ore del mattino sulla televisione terrestre. Anche se la trasmissione su KBS1 è di 24 ore, continuano a chiudere la domenica e il lunedì sera, a causa di manutenzione tecnica.

## Programmazione
KBS 1TV è la casa di prevalentemente di notizie, attualità, talkshow e programmi documentari prodotti da KBS, nonché serie drammatiche giornaliere in prima serata e serie storiche e letterarie del fine settimana. Agisce anche come canale principale per le ultime notizie o eventi dal vivo di importanza nazionale e internazionale. Inoltre trasmette spettacoli musicali e programmazione culturale. Tutti i drammi televisivi di KBS 2TV vengono anche visualizzati su questo canale come repliche, in particolare i drammi di lunedì/martedì e i drammi di mercoledì/giovedì.
La KBS 1TV ha spettacoli musicali di varietà, ma a differenza del canale gemello KBS 2TV e della maggior parte delle stazioni commerciali che lo trasmettono in diretta, la maggior parte degli spettacoli musicali KBS 1TV sono registrati o trasmessi in diretta in occasioni speciali come speciali. L'unico programma di musica dal vivo mostrato su questo canale è National Singing Contest (noto anche come Korea Sings), un concorso di talenti attualmente in mostra dal 1980.